# تايتشي كاتو
تايتشي كاتو (باليابانية: 加藤 大智) (مواليد 14 أبريل 1997) هو لاعب كرة قدم ياباني.

## وصلات خارجية
- تايتشي كاتو على موقع رابطة كرة القدم اليابانية للمحترفين (اليابانية)
- تايتشي كاتو على موقع قاعدة بيانات كرة القدم.إي يو (الإنجليزية)
- تايتشي كاتو على موقع Soccerway.com (الإنجليزية)
- تايتشي كاتو على موقع عالم كرة القدم.نت (الإنجليزية)